# Ханоба (Ходжавендский район)
Ханоба (азерб. Xanoba), ранее — Хнушинак (азерб. Xnuşinak) — село в Ходжавендском районе Азербайджана, является центром Ханобинского сельского административно-территориального округа.

## Этимология
Название села могло подписываться в документах как Хунышинак, Хунишина, Ханаба.

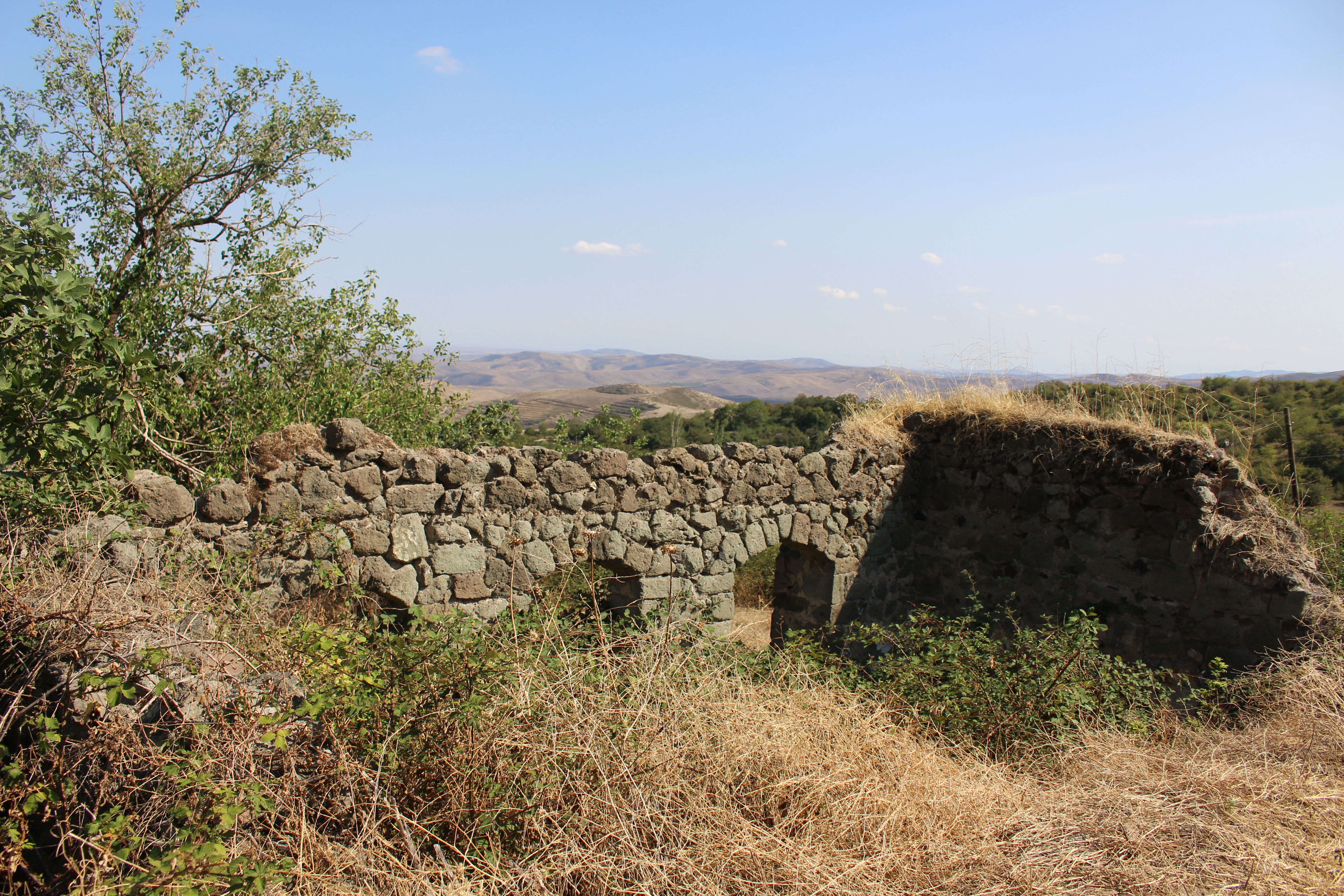
Остатки старого села, село Ханоба Ходжавендского района

Село принадлежало карабахским ханам. Армянские семьи переселившиеся сюда из Исфахана (Иран) и Джульфы в 20-х годах 19 века назвали село Спаханджух (искажённое от «Исфахан», карабахский диалект), позже стали называть село Хнушен (арм. хани-шен — «село хана»).
Также Хнушинак — сорт винограда в Карабахе.
Решением Милли Меджлиса Азербайджанской Республики от 29 декабря 1992 года № 428 село Хнушинак Ходжавендского района было названо селом Ханоба.

## География

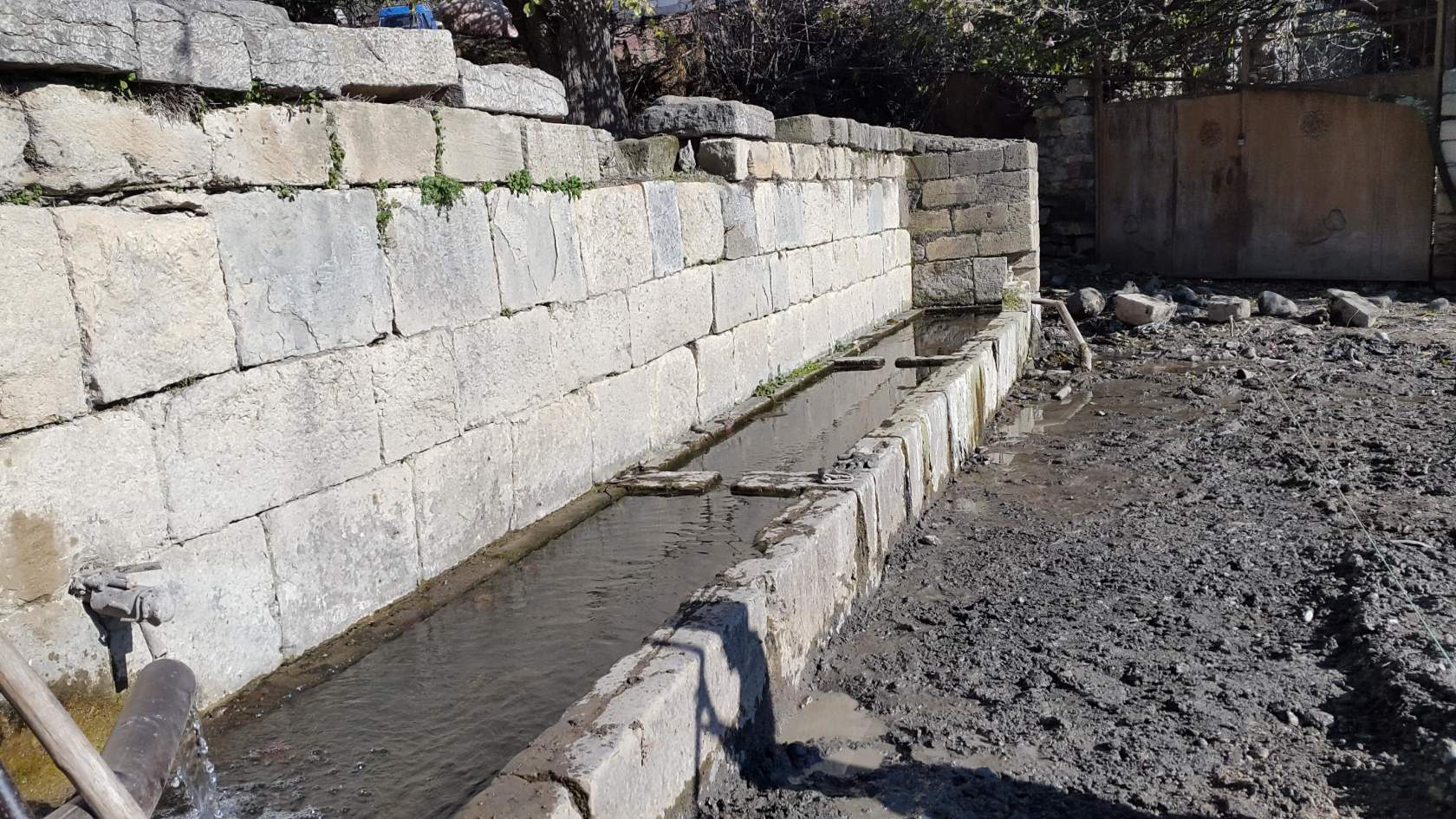
Родник «Балунц чюр», село Ханоба Ходжавендского района, август 2015 год

Село Ханоба входит в состав Ханобинского сельского административно-территориального округа Ходжавендского района, при этом село Ханоба является центром этого сельского административно-территориального округа. Село расположено у подножия Карабахского хребта, в 12 км к юго-западу от районного центра — города Ходжавенд) и в 43 км от города Ханкенди. Имеет площадь 1243,59 га, из них 893,14 га сельскохозяйственные угодья, 21,34 га лесные угодья. На территории окрестностей села имеется 8 родников.

## История
До вхождения в состав Российское империи село Ханоба входило в состав магала Варанда и Кочиз Карабахского ханства.

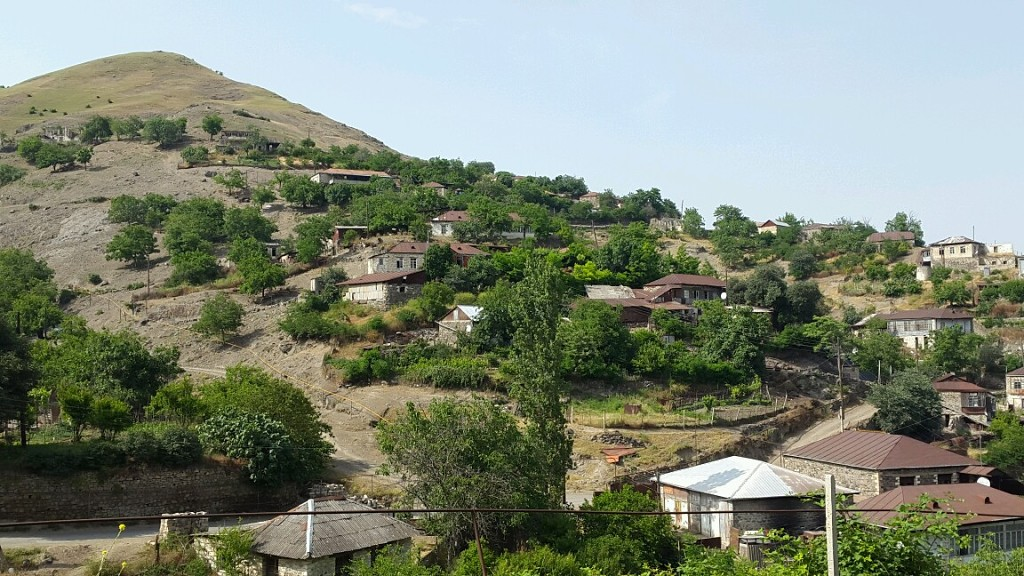
Село Ханоба Ходжавендского района, лето 2015 год

Епископ Армянской Апостольской церкви Макар Бархударянц называет это село Хунышинак и пишет про него:
```
— «Жители коренные, дымов — 96, душ — 810. Церковь Св. Богородицы каменная, построена в 1860 году на средства 
шушинского
 жителя Айрапет бека Долуханянца, о чем сообщает строительная надпись: — «В 1860-м году... сея церковь построена... на доходы и средства благочестивого, благородного господина Айрапета Долуханянца, горожанина 
Шуши
, в память о душе своей и супруге своей, Байюме Мелик-Бегларянц... и об отце (своем) Багдасаре...»
[
9
]
. В церкви хранится рукописное Евангелие, 
колофон
 которого сообщает, что было переписано рукой священника Вардана в 1672 году в Ване, но следующая запись сообщает, что в 1845 году рукопись была уже в селе 
Аветараноц
 в Карабахе. В церкви также хранится рукописный 
требник
».
```

В 1873 году в селе была открыта приходская церковь, в которой было 14 учеников, а в 1905 году — смешанная школа, в которой было 56 учеников.
В советский период село именовалось Хнушинак и входило в состав Гишинского (ныне Киш) сельсовета Мартунинского района Нагорно-Карабахской автономной области (НКАО) Азербайджанской ССР.
2 сентября 1991 года на совместной сессии Нагорно-Карабахского областного и Шаумяновского районного Советов народных депутатов была принята Декларация о провозглашении Нагорно-Карабахской Республики в границах Нагорно-Карабахской автономной области (НКАО) и сопредельного Шаумяновского района Азербайджанской ССР.
26 ноября 1991 года Верховный Совет Азербайджанский Республики принял Закон "Об упразднении Нагорно-Карабахской автономной области Азербайджанской Республики". В этом Законе было постановлено помимо упразднения Нагорно-Карабахской Автономной Области (НКАО), в том числе также и переименование Мартунинского района в Ходжаведский и включение района в число районов республиканского подчинения. Затем, решением Милли Меджлиса Азербайджанской Республики от 29 декабря 1992 года № 428 село Хнушинак Ходжавендского района было названо селом Ханоба, а село Гиши Ходжавендского района было названо селом Киш. В настоящее время село Ханоба является центром Ханобинского сельского административно-территориального округа Ходжавендского района Азербайджана, а село Киш является центром Кишского сельского административно-территориального округа Ходжавендского района Азербайджана.
В результате Карабахского конфликта, село в начале 1990-х годов попало под контроль непризнанной Нагорно-Карабахской Республики (НКР). Согласно административно-территориальному делению непризнанной республики село находилось в составе Мартунинского района НКР и продолжало назваться Хнушинак (арм. Խնուշինակ).
Согласно Трёхстороннему Заявлению в ночь с 9 по 10 ноября 2020 года, подписанному по итогам Второй карабахской войны, село перешло под контроль Российских миротворческих сил.
По сообщению «Арменпресс»а, согласно Информационному штабу непризнанной НКР, 9 марта 2022 года с 14:00 до 14:30 азербайджанская сторона нарушила режим прекращения огня, из миномёта было выпущено 4 снаряда калибром 60 мм. по селу Ханоба. По сообщению «Пресс-клуб»а, Министерство обороны Азербайджана сообщило что начиная с полудня 8 марта и до утра 9 марта члены незаконного армянского вооружённого отряда на территории Азербайджана, где временно дислоцировались российские миротворцы, с перерывами обстреливали позиции Вооружённых Сил Азербайджана в Ходжалинском и Геранбойском районах из стрелкового оружия различного калибра, и с целью предотвращения провокаций подразделениями Вооружённых Сил Азербайджана расположенных на этих направлениях, были приняты адекватные ответные меры, также сообщается что «азербайджанская армия ни в коем случае не нацеливается на гражданскую инфраструктуру, а лишь наносит точные удары по позициям незаконных армянских вооружённых формирований».
В результате боевых действий произведённых Вооружёнными Силами Азербайджана в Карабахе 19-20 сентября 2023 года, село было возвращено под контроль Азербайджана.

## Памятники истории и культуры

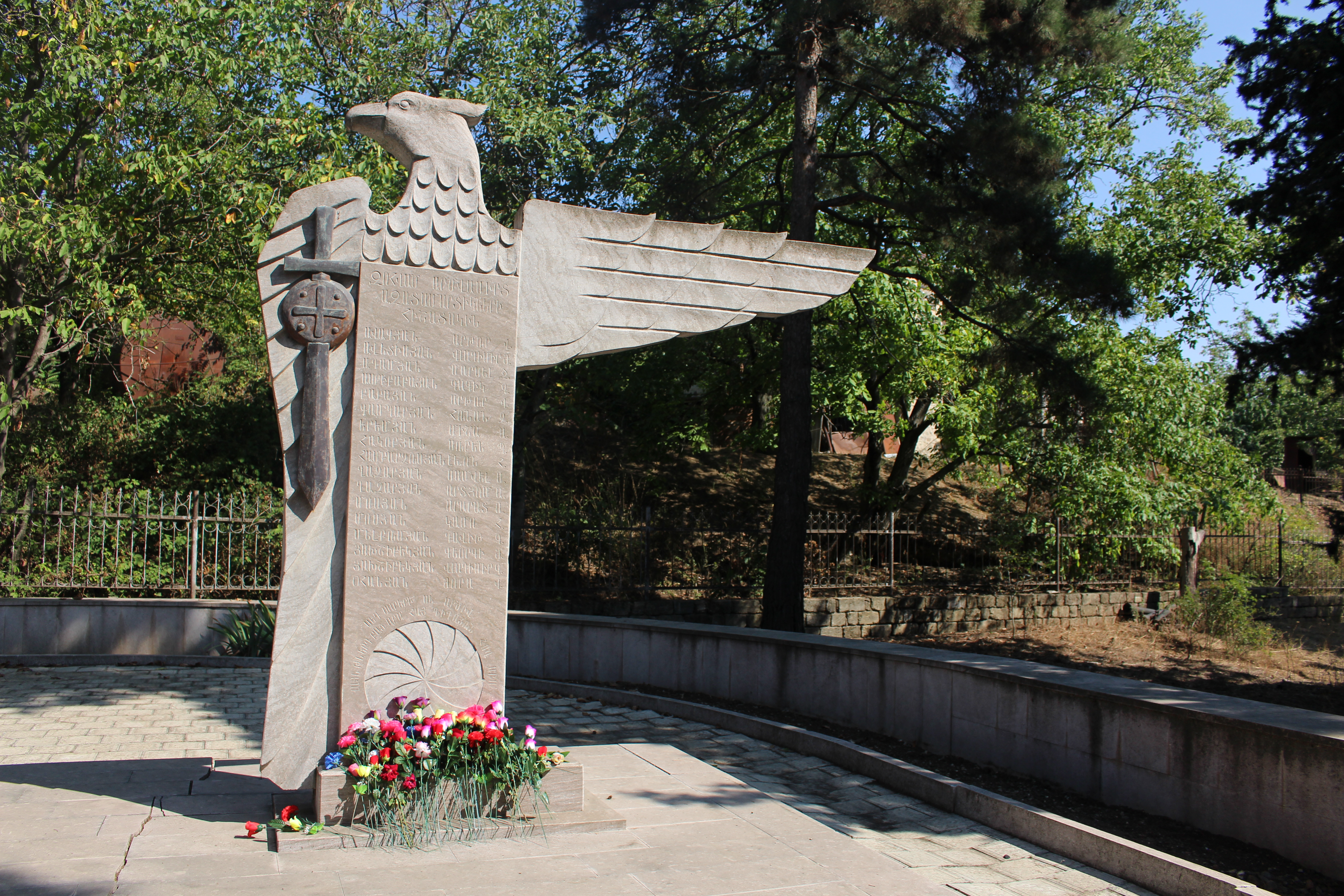
Памятник жертвам Первой карабахской войны, село Ханоба Ходжавендского района

Объекты исторического наследия в селе и вокруг него включают церковь Сурб Аствацацин XIX века (арм. Սուրբ Աստվածածին, дословно — «Святая Богородица»), остатки старого села Ин Хнушинак XIX/XX веков (арм. Հին Խնուշինակ, дословно — «Старый Хнушинак»), часовня Кохак (разрушена). В селе также есть мемориальный комплекс посвящённый сельчанам участникам Великой Отечественной и Карабахской войн.

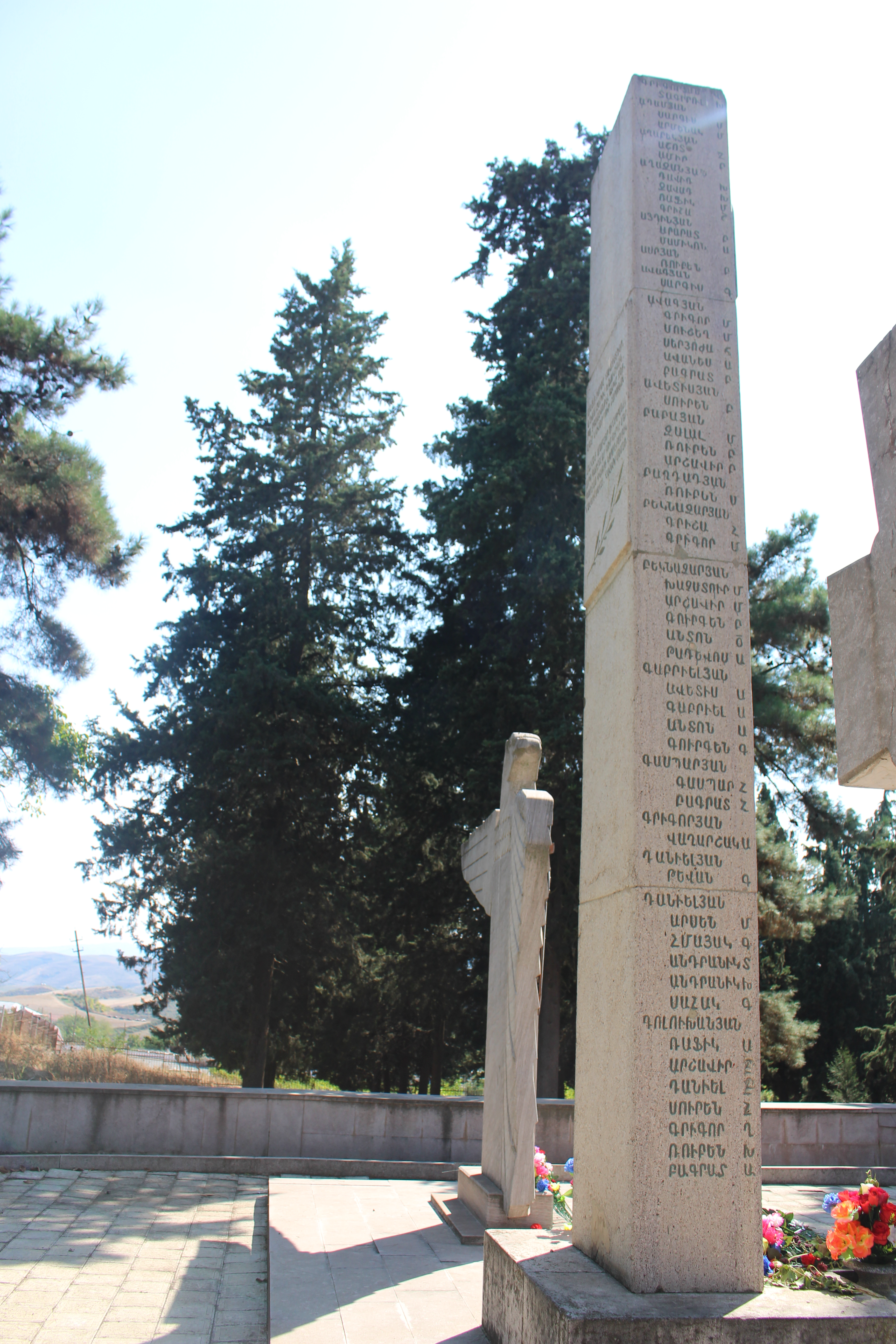
Мемориал воинам, погибшим в Великой Отечественной войне, село Ханоба Ходжавендского района, 1969 год установки

По состоянию на 2015 год в селе имелись муниципальное здание, дом культуры, два магазина и медпункт и средняя школа, в которой обучалось 91 учеников.

## Население
По состоянию на 1989 год в селе проживало большинство армян. В 2005 году было 664 жителей, 615 жителей и 134 двора в 2015 году.
| Год       | 2005 | 2008 | 2009 | 2010 | 2015 | 2022 |
| --------- | ---- | ---- | ---- | ---- | ---- | ---- |
| Население | 664  | 625  | 652  | 659  | 615  | 535  |

## Известные люди
- Шакарян Мария Сумбатовна[23] (18 января 1924, Хнушинак, Мартунинский район, НКАО, Азербайджанская ССР — 22 августа 2003, Россия) — советский и российский учёный-правовед, специалист по гражданскому процессуальному праву, профессор, заслуженный юрист РСФСР, доктор юридических наук, лауреат высшей юридической премии «Фемида» (2003).
- Габрильянц Рубен Николаевич[24] (15 декабря 1912, Хнушинак, Мартунинский район, НКАО, Азербайджанская ССР — 7 февраля 1982, Минск, Белорусская ССР) — армянский военный, генерал-лейтенант.